# Бојан Зајић
Бојан Зајић (Крушевац, 17. јун 1980) је бивши српски фудбалер. 

## Клупска каријера
Прве фудбалске кораке начинио је у крушевачком Напретку, где је са 18 година дебитовао за први тим. Каријеру наставља у београдском Обилићу (2001–06) и у дресу „витезова“ са Врачара бележи 109 прволигашких утакмица на којима је постигао 10 голова.
Након финансијске и резултатске кризе Обилића, постаје члан друголигаша ФК БАСК са Цареве Ћуприје (2006) где поново скреће пажњу на себе и након само једне полусезоне постаје члан Партизана.
У новембру 2007. потписао је трогодишњи уговор са норвешком Валеренгом, у којој је претходна три месеца провео на позајмици. Добрим играма у Норвешкој за само неколико месеци постао љубимац навијача Валеренге и каријеру је дефинитивно наставио у клубу из Осла. 
У Норвешкој је наступао још и за Сарпсборг 08 (2014–15) и Санднес Улф (2016–17).

## Репрезентација
Забележио је два наступа за репрезентацију Србије, на Кирин купу против Словачке (2:0) априла 2004. године, и 14. децембра 2008. против Пољске (0:1) у Белеку.